# تيتوس ريان
تيتوس ريان (بالإنجليزية: Titus Ryan)‏ هو لاعب كرة قدم أمريكية ولاعب كرة القدم الكندية أمريكي، ولد في 19 مايو 1984 في توسكالوسا في الولايات المتحدة.

## وصلات خارجية
- تيتوس ريان على موقع مرجع كرة القدم المحترفة.كوم (الإنجليزية)